# Uchithanai Muharnthaal
Pour plus de détails, voir Fiche technique et Distribution.
Uchithanai Muharnthaal (உச்சிதனை முகர்ந்தால்) est un film indien de Kollywood réalisé par Pugazendhi Thangaraj sorti en 2011. 
Les rôles principaux sont tenus par Neenika, Sathyaraj, Seeman et Sangeetha tandis que la musique est composée par D. Imman sur des paroles de Kaasi Aanandan et Kathirmozhi.
Ce drame raconte l'histoire d'une adolescente sri-lankaise qui se réfugie au Tamil Nadu (Inde) après avoir été violée par des militaires lors de la Guerre civile du Sri Lanka.

## Synopsis
Punitha est une adolescente tamoule qui vit avec sa famille au Sri Lanka. Après qu'elle a été victime d'un viol collectif perpétré par des soldats de l'armée régulière cingalaise, sa mère la conduit clandestinement au Tamil Nadu pour la soustraire à la guerre civile. Punitha est recueillie par le professeur Nadesan et son épouse Nirmala, qui subissent d'incessantes tracasseries de la part des autorités pour l'aide qu'ils apportent aux réfugiés tamouls en situation irrégulière. Enceinte et atteinte du VIH, elle est soignée par le docteur Rekha et bénéficie également de la bienveillance d'un vigile et d'un policier, père de deux adolescentes, touchés par sa détresse.

## Fiche technique
- Titre : Uchithanai Muharnthaal
- Titre original : உச்சிதனை முகர்ந்தால்
- Réalisateur : Pugazendhi Thangaraj
- Scénario : Pugazendhi Thangaraj
- Dialogues : Thamizharuvi Manian
- Musique : D. Imman
- Paroliers : Kaasi Aanandan et Kathirmozhi
- Photographie : B. Kannan
- Montage : B. Lenin
- Production : P. Steven, Sri Balasundaram, T. Sivakanesh, K. Ramanan et Vijayshankar pour Global Media & Entertainment
- Pays d'origine :  Inde
- Langue : tamoul
- Format : Couleur
- Genre : Film dramatique
- Dates de sortie : 
  -  Inde : 16 décembre 2011
  -  France : 26 décembre 2011

## Distribution
- Neenika : Punithavadhi
- Sathyaraj : Professeur Nadesan
- Seeman : Charles Antony, le policier
- Sangeetha : Nirmala, l'épouse de Nadesan
- Nassar : Dr. Deivanayagam
- Lakshmy Ramakrishnan : Dr. Rekha
- Lavanya : Maheshwari
- Aishwarya : vigile

## Musique
La musique est composée par D. Imman sur des paroles de Kaasi Aanandan (1,2) et Kathirmozhi (3, 4). Le cd de la bande originale est sorti en août 2011 sous le label Junglee.
1. Uchithanai Mukarnthal - Balram, Mathangi, Baby Priyanka
2. Iruppai Thamizha Neruppai - D Imman
3. Chuttipennae Chuttipennae - Durga Vishwanath, Suvi Suresh, Shekkinah Shawn J, Baby Harini
4. Yeno Yeno - Seerkazhi Sivachidambaram
5. Sweet Memories - Kabuli (harmonica diatonique)